# Ленкорань
Ленкора́нь (азерб. Lənkəran, тал. Lankon) — город республиканского подчинения в Азербайджане, административный центр Ленкоранского района. Значимый порт, центр Ленкорань-Астаринского экономического района, центр региона выращивания субтропических культур, город гастрономии.
Большинство населения составляют талыши, а сам город является главным городским центром популяции талышского народа и его этнической родины, Талыша (Талышистана).

## Этимология
Имеется несколько версий этимологии названия, указывающие на его ираноязычное происхождение. Ойконим произносится как «Ланкон» на талышском языке и, согласно одной версии, считается искажённой формой слов «ленакон» («лена» — камыш, тростник, «ка(р)он» — дома, то есть «тростниковые дома») или «лонакон» («лона» — гнездо, то есть «гнездообразные дома»).
По другой версии название «Ленкорань» произошло от персидского слова «Ленгеркюнан», что в переводе «якорное место, берег, по которому проходят корабли», то есть — «стоянка судов».
Согласно иной версии слово Ленкорань происходит от этнонима ираноязычных алан. Неслучайно он широко распространён в топонимике территорий, занимаемых иранскими народами: Иран, Туран, Шугнан, Бадахшан, Хорасан, Хамадан, Мугань, Ленкорань. В. И. Абаев отмечает, что в этнонимах, топонимах суффикса -ан указывает на происхождение или принадлежность, ср. скиф. allon «аллан» от aryana «арийский», осет. allon.

## История

### Первые упоминания
Название города не засвидетельствовано в арабской средневековой географической литературе. Согласно некоторым западным энциклопедиям, первые упоминания о городе относятся к XVII веку. Согласно БРЭ, ещё в XVI веке город, под названием Лайгон, впервые упомянул в своих путевых заметках английский путешественник Л. Чепмен. В XVII веке Ленкорань упоминается в путевых заметках дипломата Стефана Какаша, под названием Латсен, и путешественника Адама Олеария, под названием Ленгеркунан.

### Центр провинции Талыш
В период первой трети XVIII века в городе находилась резиденция наследников правителя иранской провинции Талыш, Сары-хана Мир Аббас бея и его брата Мир-Азиз-хана.
Ленкорань была одним из городов, на чьих жителей-талышей в критические моменты своего раннего периода деятельности (в 1496 и в 1499 годы) опирался будущий первый сефевидский шах Исмаил I, основу армии которого, наряду с конными ополченцами-кызылбашами, составляли пешие отряды талышей.
В конце XVI века правителем Ленкорани был Амир-Хамза-хан Талыш. Он активно противился действиям шаха Аббаса I по заселению Талыша тюркскими племенами караманлу, однако, уступив войскам шаха, Амир-Хамза-хан вынуждено бежал в Ширван.
Город был разграблен во время нападения казаков Степана Разина на каспийское побережье Талыша в 1668—1670 годах.
В конце XVII века на фоне ослабления центральной власти в Иране владетель Ленкорани Омар Агис первым из талышских магал-беков предпринял попытку обособиться от сефевидского шаха и Гилянского беглярбекства и оформить независимость собственного ханства, объявив себя самостоятельным и перестав считаться с центральной властью. Другие талышские владетели последовали его примеру; среди них и Муса-хан, владетель в области Кызылагача, который впоследствии покорил Ленкорань в начале XVIII века.
В ходе Персидского похода 1722—23 годов город оказался под контролем российских войск Петра I и, вместе со всей провинцией, отошёл России по Петербургскому договору 1723 года. В январе 1727 года правитель Ленкорани Мир-Азиз-хан присягнул на верность российской императрице Екатерине I. В конце 1720-х годов в Ленкорани были построены оборонительные сооружения. С 1728 по 1735 год город контролировался Российской империей. По Рештскому договору 1732 года Россия, идя на союз с персами из-за обострившихся отношений с османами, передала Ленкорань (вместе со всем Талышом) назад Персии.

### Столица Талышского ханства

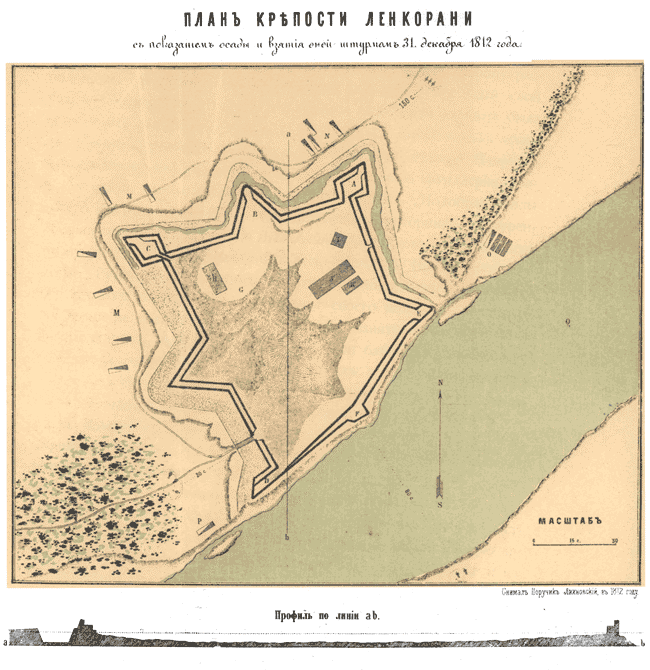
«План крепости Ленкорани с показанием осады и взятия оной штурмом 31 декабря 1812 года»

В 1736 году шах Персии Надир-шах обвинил Муса-хана в прорусской ориентации и тот отказался от власти и удалился из Ленкорани. В этом же году Надир-шах своим фирманом (указом) признал Сеид Аббаса, представителя боковой ветви свергнутых им Сефевидов, потомственным ханом Талыша и беглярбеком этой иранской области. Так образовалось Талышское ханство.
В 1747–1826 годах Ленкорань была столицей Талышского ханства (под сюзеренитетом Персии).
В 1747 году, после смерти Надир-шаха, Талышское ханство стало независимым и, в этом же году, второй талышский хан Джемал эд-Дин (Гара-хан), сын Сеид Аббаса, перенёс столицу ханства из Астары в Ленкорань. В период его правления, 1747–1786 годы, наступил расцвет города, который из небольшого поселения превратился в большой город с ханским дворцом, караван-сараями, банями, новыми мечетями, обширным базаром и новой крепостью. В это время Ленкорань стала главным морским портом в регионе.
В конце июля 1796 года на фоне слухов о готовящемся иранском походе на Талыш Мир Мустафа-хан попросил Валериана Зубова прислать отряд; по приказу последнего контр-адмирал Фёдоров высадил десант численностью около батальона солдат возле Ленкорани. Однако в декабре того же года новый император Павел I отдал Зубову предписание немедленно отвести русские войска с территории занятых юго-восточных кавказских ханств, что и было сделано.
16 сентября 1809 года в Талышское ханство вторглись иранские войска и, овладев Ленкоранью, сожгли город.
В ходе русско-персидской войны 1804—1813 годов, под командованием П. С. Котляревского российские войска в ночь с 31 декабря 1812 (12 января 1813) на 1 (13) января 1813 года совершили штурм Ленкорани.
В 1813 году по условиям Гюлистанского мирного договора Персия окончательно признала переход Ленкорани к Российской империи.

### В составе Российской империи
В 1826 году город вошёл в состав Российской империи, будучи центром Талышской (Талышинской) провинции в 1826—1840 годах.
В 1830 году повстанцы под руководством последнего талышского хана Мир Хасана окружили Ленкорань, однако им не удалось овладеть городом.
В 1840—1846 годах — уездный город (центр Ленкоранского уезда) Каспийской области, в 1846—1918 годах — Бакинской губернии (до 1859 года называлась Шемахинской).
Согласно Географическо-статистическому словарю Российской империи, 1862 году город насчитывал 899 домов (27 каменных), два базара: армянский и мусульманский. Из религиозных учреждений на территории города были расположены русско-православная церковь (расположенная в крепости), армянская церковь и 3 мечети. Жители Ленкорани были преимуществено заняты сельским хозяйством, в городе имелось до 72 ремесленников. Заводская деятельность и торговля в городе были незначительными.

### XX век
Во время Гражданской войны 1917—1922 годов Ленкорань была включена в состав Азербайджанской Демократической Республики с мая 1918 по май 1919 года. Фактически город оставался независимым и не подчинялся правительству мусаватистов. 4 августа 1918 года в городе был созван военный совет, на котором русскими и талышскими интеллигентами было принято решение о создании Временной военной диктатуры Мугани в составе России. 28 декабря 1918 года в городе прошло собрание представителей талышского народа, на котором 184 его члена единогласно проголосовали за создание в Мугани местного правительства в составе России.
24 апреля 1919 года Военно-революционный комитет в Ланкорани произвёл переворот в городе и на следующий день обратился к гражданам, объявив, что берёт на себя правление Талышом до созыва нового съезда. В городе прошли просоветские демонстрации. 15 мая 1919 года в Ленкорани был созван чрезвычайный съезд революционного Талыша, на котором присутствовали представители талышских и русских деревень количеством в несколько сотен человек. На съезде была провозглашена Муганская (Ленкоранская) советская республика с центром в Ленкорани и в составе РСФСР, просуществовавшая с мая по июль 1919 года.
С июля 1919 по апрель 1920 года — снова в составе АДР. Впоследствии, с 1920 года, город стал уездным центром, а с 1930 года — районным центром в Азербайджанской Советской Социалистической Республике. В 1941 году заработала железнодорожная линия Османлы-Астара, проходящая через Ленкорань.
11 января 1990 года административные здания в Ленкорани были захвачены группой радикально настроенных активистов Народного Фронта Азербайджана — политического движения, добивавшегося независимости Азербайджана. Направленный в город 13 января корреспондент газеты «Бакинский рабочий» сообщал, что советская власть в городе больше не действовала, и ему даже не удалось поговорить с первым секретарём горкома партии, с которым у него была согласована встреча.
С 1991 года город в независимой Азербайджанской Республике. В июне—августе 1993 года Ленкорань была центром самопровозглашённой Талыш-Муганской Автономной Республики в составе Азербайджанской Республики.

### Начало XXI века
В 2000-х на центральной площади Ленкорани установили памятник Гейдару Алиеву.
Согласно публикации 2007 года Института репортажей о войне и мире на 2007 год «Большинство ленкоранцев с трудом сводят концы с концами. Богатых людей среди жителей города немного, и главным источником их достатка является торговля с иранцами».
С 2021 года Ленкорань в статусе города гастрономии является членом сети творческих городов ЮНЕСКО.
Ленкорань была избрана молодёжной столицей Азербайджана 2024 и тюркского мира 2024.

## География
Ленкорань расположена на юго-востоке Азербайджанской Республики, недалеко от границы с Исламской Республикой Иран, в северном Талыше (Талышистане). Город-порт находится в пределах Ленкоранской низменности и лежит вдоль береговой линии Каспийского моря, в месте впадения в него реки Ленкорань.
В Ленкорани есть большое количество национальных парков, где сохранилось разнообразие фауны и флоры. Гызыл-Агачский государственный заповедник насчитывает более 250 видов растений, 30 видов рыб и более 220 видов птиц. Ленкорань также известна парротией, или «железным деревом». Деревья этого вида активно выращиваются в регионе и их можно увидеть в национальном парке Гиркан. Местный миф гласит, что это единственное дерево, тонущее в воде, отсюда и название («железное дерево»). Исторически эти деревья использовались для обогрева, так как они горят долгое время и их нелегко потушить. В национальном парке также обитает персидский леопард, подвид леопарда. В 1937 году в этом районе были замечены представители сенокосцов вида Opilio lepidus.

## Население
Согласно сборнику сведений о Кавказе под редакцией Н. Зейдлица 1873 года, население города Ленкорани составляло 4779 человека.
Согласно «Своду статистических данных о населении Закавказского края» от 1886 года население Ленкорани составляло 4222 человека.
Настольный энциклопедический словарь в 1892 году писал, что в городе проживало 5618 жителей, среди которых было много армян.
По данным Энциклопедического словаря Брокгауза и Ефрона в 1891 году в городе проживало 11 100 человек, этнический состав — талыши, русские, армяне.
Согласно первой всеобщей переписи населения 1897 года в Ленкорани из общего числа жителей — 8733 человека.
По Сборнику сведений по Бакинской губернии в городе Ленкорань проживало 13663 человека, из которых 10731 — азербайджанцы, указанные как «татары», 1573 — русские, 804 — армяне.
По данным «Административного деления Азербайджанской ССР» на 1933 год, в Ленкорани проживало 16081 человек, из них 8024 мужчин и 8057 женщин.
| Год  | Всего, чел. | Талыши        | Азербайджанцы   | Таты        | Великоруссы, малороссы, белорусы | Армяне       | Евреи        | Немцы        | Поляки       | Персы       | Грузины     | Аварцы     | Лезгины    | Остальные   |
| ---- | ----------- | ------------- | --------------- | ----------- | -------------------------------- | ------------ | ------------ | ------------ | ------------ | ----------- | ----------- | ---------- | ---------- | ----------- |
| 1873 | 4779        | 3813 (79,7 %) | ---             | ---         | 734 (15,0 %)                     | 232 (4,8 %)  | ---          | ---          | ---          | ---         | ---         | ---        | ---        | ---         |
| 1886 | 4222        | 3214 (76 %)   | ---             | ---         | 723 (17,0 %)                     | 273 (6,4 %)  | 12 (0,2 %)   | ---          | ---          | ---         | ---         | ---        | ---        | ---         |
| 1891 | 11 100      | ---           | ---             | ---         | ---                              | ---          | ---          | ---          | ---          | ---         | ---         | ---        | ---        | --          |
| 1897 | 8733        | 973 (11,14 %) | 5600 (64,12 %)  | 30 (0,34 %) | 1369 (15,68 %)                   | 299 (3,42 %) | 150 (1,72 %) | 111 (1,27 %) | 113 (1,29 %) | 34 (0,39 %) | 11 (0,13 %) | 8 (0,09 %) | 2 (0,02 %) | 33 (0,38 %) |
| 1911 | 13663       | ---           | 10731 (78,54 %) | ---         | 1573 (11,51 %)                   | 804 (5,88 %) | 243 (1,79 %) | 174 (1,27 %) | 52 (0,38 %)  | ---         | 44 (0,32 %) | ---        | 28 (0,2 %) | 14 (0,1 %)  |

Согласно переписи 1970 года, в Ленкорани проживало 35 505 человек, из которых 30 204 (85,1 %) были азербайджанцами, 4643 (13,1%) — русскими и украинцами. Талыши отсутствовали в переписи как этническая категория (см. Талыши#Ассимиляционная политика руководства Азербайджанской ССР).
На 2009 год население города составляло 49 970 человек.
По состоянию на 1 января 2020 года в городе проживало 52 952 человека. 49 % — женщины, 51 % — мужчины. Преобладающая религия — ислам шиитского толка.

### Талыши
Ленкорань является негласным центром региона Талыш (Талышистан), этнической родины талышского народа, и главным городским и культурным центром популяции талышей.
Так как с 1970-х годов талыши стали всё чаще переселяться из сёл в города, с начала 1980-х годов наблюдается значительный приток талышей из других мест региона в Ленкорань. В работе «Sociolinguistic situation of the Talysh in Azerbaijan», изданной совместно организацией SIL International и Национальной академией наук Азербайджана в 2003 году, отмечено, что талыши составляют около 60—70 % населения Ленкорани. Факт талышского большинства в городе также подтверждает Колумбийская энциклопедия.
Согласно публикации 2007 года Института репортажей о войне и мире, в городе отсутствовала местная пресса и телевидение на талышском языке, и единственным доступным источником массовой информации на талышском оставалась 15-минутная передача на государственном радио. Согласно отчёту Общественного совета талышского народа в Азербайджане за 2016—2021 годы, представленного Совету Европы, талышеязычные радио, телевидение и пресса полностью отсутствуют.
В Ленкорани родился талышский поэт и общественный деятель Али Насир.

## Климат

Климатограмма города

Город является приморским климатическим курортом с влажным субтропическим климатом. Зима умеренно тёплая, лето — длинное, сухое и жаркое, осень дождливая. Солнечная радиация составляет 125—134 ккал/см². Средняя годовая температура характерна для этих широт. Январь — самый холодный месяц (+3,6 °C), июль — самый тёплый месяц (+25,3 °C). Количество осадков в год — 1400—1600 мм.
| Показатель                    | Янв. | Фев. | Март | Апр. | Май  | Июнь | Июль | Авг. | Сен. | Окт. | Нояб. | Дек. | Год  |
| ----------------------------- | ---- | ---- | ---- | ---- | ---- | ---- | ---- | ---- | ---- | ---- | ----- | ---- | ---- |
| Средний суточный максимум, °C | 7,2  | 7,2  | 11,0 | 17,5 | 22,5 | 27,2 | 30,4 | 29,5 | 25,9 | 19,9 | 14,1  | 10,1 | 18,5 |
| Средняя температура, °C       | 3,4  | 4,0  | 6,9  | 12,5 | 17,7 | 22,2 | 25,3 | 24,4 | 21,2 | 15,8 | 10,4  | 6,0  | 14,1 |
| Средний суточный минимум, °C  | 0,0  | 1,0  | 3,9  | 8,6  | 13,1 | 17,5 | 20,1 | 19,7 | 16,9 | 11,8 | 6,7   | 2,5  | 10,1 |
| Норма осадков, мм             | 91   | 114  | 90   | 50   | 54   | 22   | 17   | 50   | 143  | 259  | 168   | 88   | 1146 |
| Источник: World Climate       |      |      |      |      |      |      |      |      |      |      |       |      |      |

## Экономика

Постройка жилых зданий на фоне городского парка

Являясь центром Ленкорань-Астаринского экономического района — богатого сельскохозяйственного экономического региона, известного культивацией субтропических растительных культур, таких как чай, цитрусовые и рис, Ленкорань является важным центром пищевой промышленности, особенно в отношении рыболовства и производства чая.

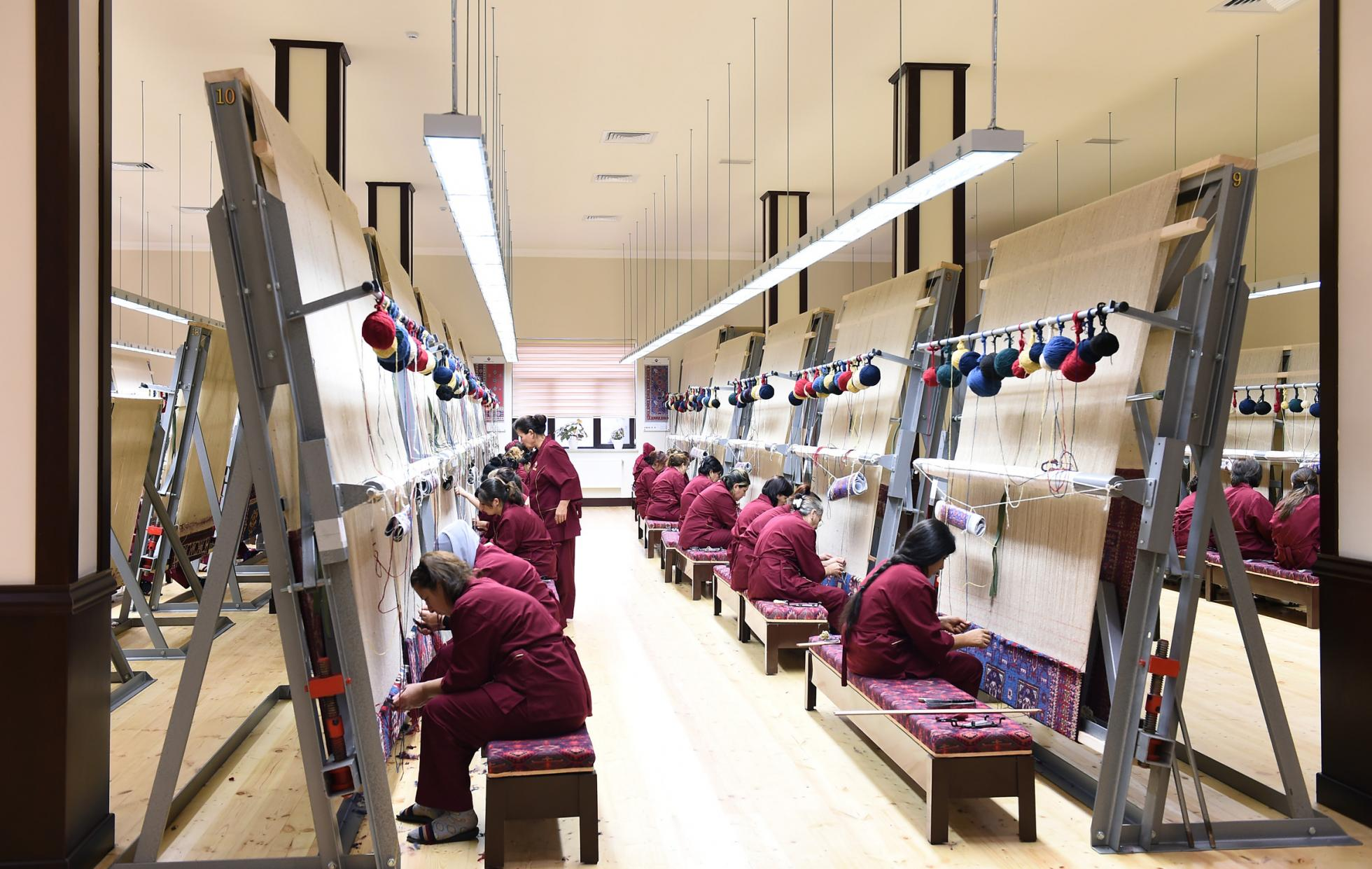
Ковроткацкая фабрика в Ленкорани

Доминирующими сферами в экономике Ленкорани являются овощеводство, чаеводство, рисоводство, скотоводство, выращивание цитрусовых, пчеловодство, рыболовство и зерноводство. Благоприятный влажный субтропический климат, наличие пахотных земель, воды и достаточных трудовых ресурсов города обеспечивают хорошую основу для сельскохозяйственной деятельности, а также развития агроперерабатывающих предприятий.
В городе находится первый в Азербайджане чайный завод, построенный в 1937 году. В период Азербайджанской ССР в городе было довольно развитое производство чая. Однако, с распадом СССР оно резко сократилось. Ленкоранский чай является самым известным чаем в Азербайджане.
В 2008 году в городе открылся завод по переработке молока. В городе находятся мебельная фабрика, асфальтовый завод, кирпичный завод, лесокомбинат, молочный комбинат, консервный завод.
Действует предприятие по производству кондитерских изделий «Laran». Мощность предприятия составляет 2000—2500 тонн в год в натуральном выражении. На январь 2024 года  производится 1500—1800 тонн продукции в год. Предприятие выпускает 5 видов продукции 56 наименований, в том числе карамель, лукум, лукум в шоколаде, мармелад, мармелад в шоколаде. Продукция поставляется на внутренний рынок и на экспорт.
С 15 октября 2018 года действует Лянкяранский филиал «Азерхалча». Общая площадь здания предприятия составляет 1 300 м2. Предприятие оборудовано 43 ковроткацкими станками различного размера. За 6 лет филиалом было изготовлено 1044 ковра. В конце 2023 года филиал начал изготовление шелковых ковров. Сырье для высококачественных ковров импортируется из-за рубежа.

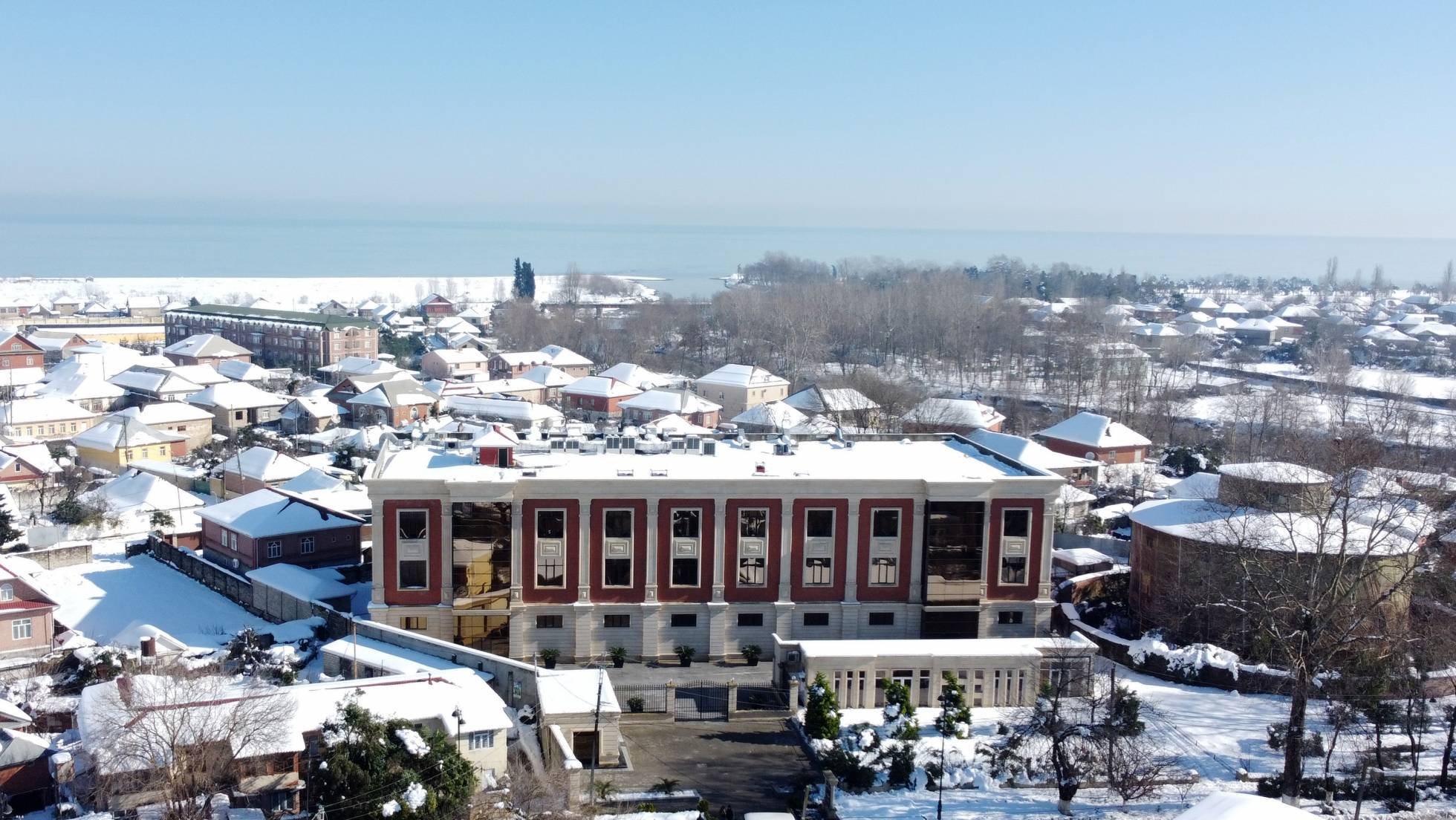
Предприятие по производству кондитерских изделий

В Ленкорани функционирует порт. 

## Транспорт
В городе есть железнодорожная станция.
В 2008 году в Ленкорани был отрыт новопостроенный международный аэропорт. Постройка обошлась в 51,1 млн долларов (более 65 млн манатов). В настоящее время аэропорт полноценно не работает, регулярные внутренние и международные рейсы не осуществляются. Несмотря на то, что аэропорт годами не работает, каждый год из государственного бюджета выделяются определённые суммы на его содержание.

Ленкоранский региональный центр Службы «ASAN»

## Инфраструктура
16 января 2024 года в пос. Гурумба открыт Ленкоранский региональный центр службы «ASAN», предусмотренный для оказания услуг около 500 тыс. гражданам, зарегистрированных в Ленкоранском, Астаринском, Лерикском и Ярдымлинском районах.

## Образование
В Ленкорани расположен Ленкоранский государственный университет. Также в городе функционирует 88 общеобразовательных школ, в том числе 72 полных, 14 общеобразовательных средних школ, 2 начальные школы и 1 внешкольное образовательное учреждение (Городской центр развития ребёнка и юношества).
Образование имеет богатую материальную базу[стиль]. 25 школ, 24 дошкольных и 3 внешкольных учреждений расположены в типовых зданиях. В этих учреждениях имеются лаборатории, наглядные и технические средства и компьютерные кабинеты. 5 школ и отдел образования подключены к сети Интернет[значимость факта?]. Детский дом имени О. Мирзоева единственный в городе.
Согласно публикации 2007 года Института репортажей о войне и мире, в средних школах города проходило преподавание талышского языка, однако оно страдало от нехватки специалистов и учебного материала. Согласно отчёту Общественного совета талышского народа в Азербайджане за 2016—2021 годы, представленного Совету Европы, преподавание талышского языка в школах отсутствует.

## Здравоохранение
Ленкоранская ЦРБ (в 1920—1939 годы — Ленкоранская губернская больница; в 1940 — межрайонная) создана в 1920 году, была рассчитана на 40—50 коек и располагалась в двухэтажном здании; имела родильное отделение, палаты для больных туберкулёзом и инфекционных болезней. В 1940 году число коек увеличено до 100, были открыты кожно-венерологический, глазной, лор и стоматологические кабинеты. В 1946 году число коек достигло 150, в 1966 году — 200. С 1984 года Ленкоранская ЦРБ располагается в здании, построенном по новому специальному типовому проекту на 620 коек.
В городе также функционируют оздоровительный центр, детский оздоровительный центр, детская больница, станция скорой помощи, стоматологическая поликлиника, кожно-венерологический, наркологический, психоневрологический, онкологический, туберкулезный диспансеры, эпидемиологические и гигиенические центры, частный медицинский центр и стоматологическое учреждение.
Ленкорань является бальнеологическим курортом. Помимо благоприятного климата и тёплого моря с песчаными пляжами, основным природным лечебным фактором в являются расположенные к западу от города термальные источники Анджинских минеральных вод.
В последнее время заметной проблемой в городе стаёт наркомания. По состоянию на 2006 год на Ленкоранский район приходилась наибольшая часть (64,6 %) потребления героина в Азербайджане. Согласно материалу Радио «Азадлыг», в Азербайджане функционируют лишь пять реабилитационных центров для наркозависимых; реабилитационный центр в Ленкорани рассчитан всего лишь на 18 мест.

## Культура

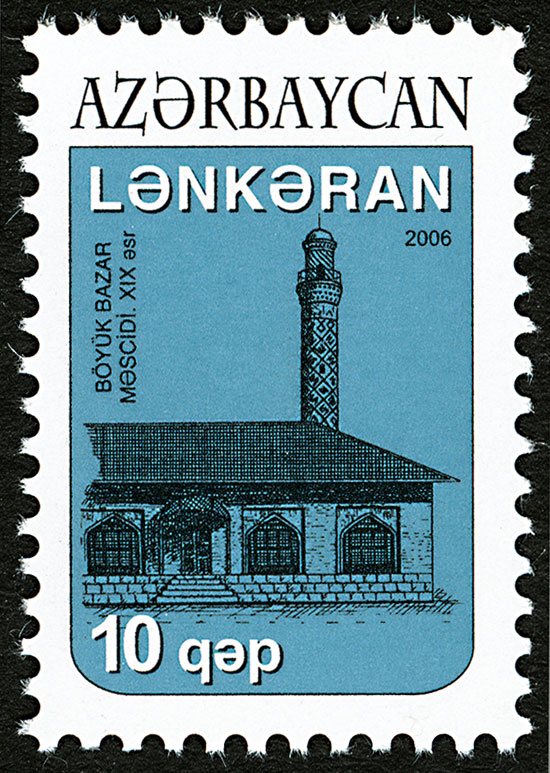
Большая базарная мечеть XIX века на марке Азербайджана 2006 года

Из архитектурных памятников в Ленкорани присутствуют остатки крепости XVIII века, а также бани Гаджи Мирзы, бани Аскера и бани Ибрагима, все они датируются XIX веком. Историко-краеведческий музей Ленкорани был открыт в 1978 году и располагается в здании Ханского дворца 1913 года постройки (с 2013 по 2015 год был проведён капитальный ремонт здания). Также в городе находится дом-музей Ази Асланова. Драматический театр в городе действует с 1973 года.
В Ленкорани также функционируют, драматический театр, библиотеки, 87 культурных организаций, 2 детские музыкальные школы и школа живописи, картинная галерея, парк культуры и отдыха. На территории Ленкорани существуют 20 археологических памятников республиканского значения, 53 памятника местного значения, 2 монументальных, 2 каменноскульптурных и 9 археологических памятников местного значения.

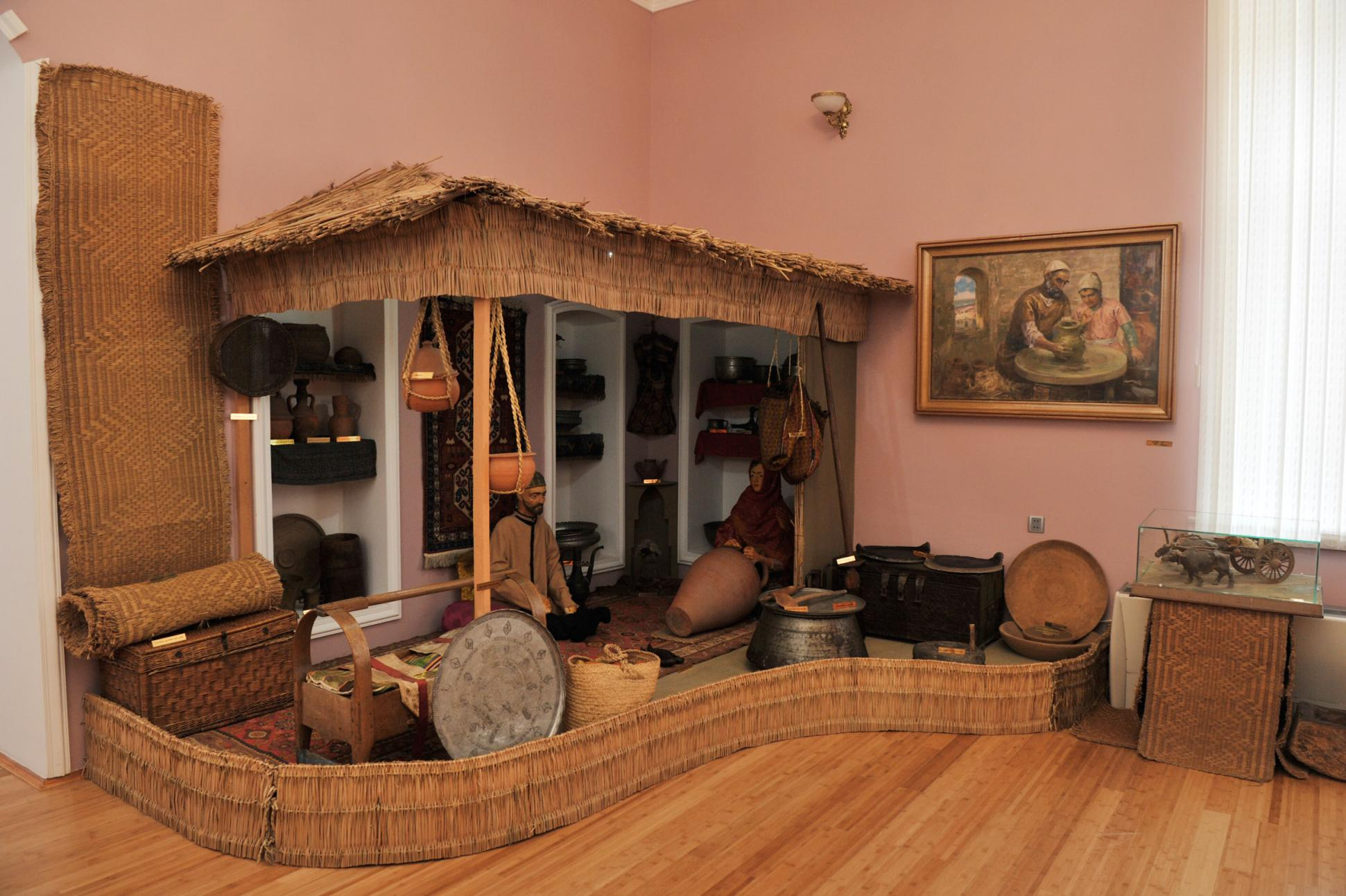
Экспозиция историко-краеведческого музея

Основные исторические памятники: Ленкоранский маяк, Даирави гала (Темница), мечети на Большом и Малом базарах, немецкая церковь, еврейская синагога, дом Мир Ахмед хана, крепость Баллабур, кладбище Сыгын, гробницы Шейх Захида и Сеид Халифы.
В Ленкорани создана школа управления Гейдара Алиева и организован уголок, отражающий материалы независимости Азербайджана[прояснить]. В центральной библиотеке создан региональный Центр Интернета.
В Ленкорани широко отмечаются праздники государственного значения, юбилеи писателей и поэтов, организуются развлекательно-музыкальные мероприятия, художественно-литературные вечера, диспуты, встречи с ветеранами войны[какой?], концерты с участием музыкальных коллективов.
С 2006 года в Ленкорани действует «Городок народного ремесла».
С 5 по 7 апреля 2024 года проведена II книжная ярмарка, организованная Министерством культуры и Министерством молодежи и спорта Азербайджана.

## Спорт

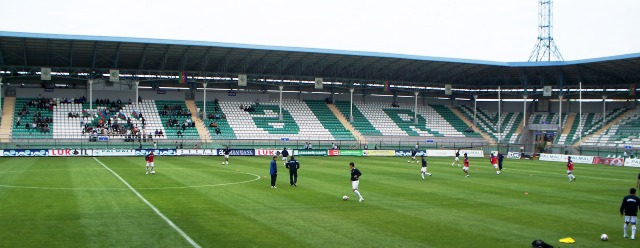
Ленкоранский центральный городской стадион

В районе имеются 3 спортивные школы, 2 спортивных общества, спортивный образовательный центр, 4 спортклуба и 9 действующих федераций.
На городском стадионе города в 17 тысяч мест свои домашние матчи проводит футбольный клуб «Хазар-Ленкорань». В 2007 году клуб становился чемпион Азербайджана и обладателем Кубка страны, а в 2008 году — обладателем Кубка чемпионов Содружества стран СНГ и Балтии.
В Ленкорани проживают 4 судьи международной категории, 2 заслуженных мастера спорта[кто?][значимость факта?].
Ежегодно по годовому календарному плану со стороны Министерства молодежи, спорта и туризма проводится чемпионат по 14 видам спорта (в год 2 раза) международные (в год 2 раза) и разнообразные региональные соревнования.
- Любительская футбольная команда «Шилавар» в региональных соревнованиях республиканского первенства стала победительницей и вышла в финал[значимость факта?][источник не указан 854 дня].

На летних Олимпийских играх 2004 года в Афинах два спортсмена, представлявших Азербайджан, были из Ленкорани. Один из них Туран Мирзаев по тяжёлой атлетике, а другой — Джавид Тагиев по боксу[значимость факта?].

## Города-побратимы
Среди городов-побратимов Ленкорани:
- Монтерей (Калифорния), США[70]
- Черветери, Италия[71]
- Искендерун, Турция[72]
- Бухара, Узбекистан[73]

## Галерея

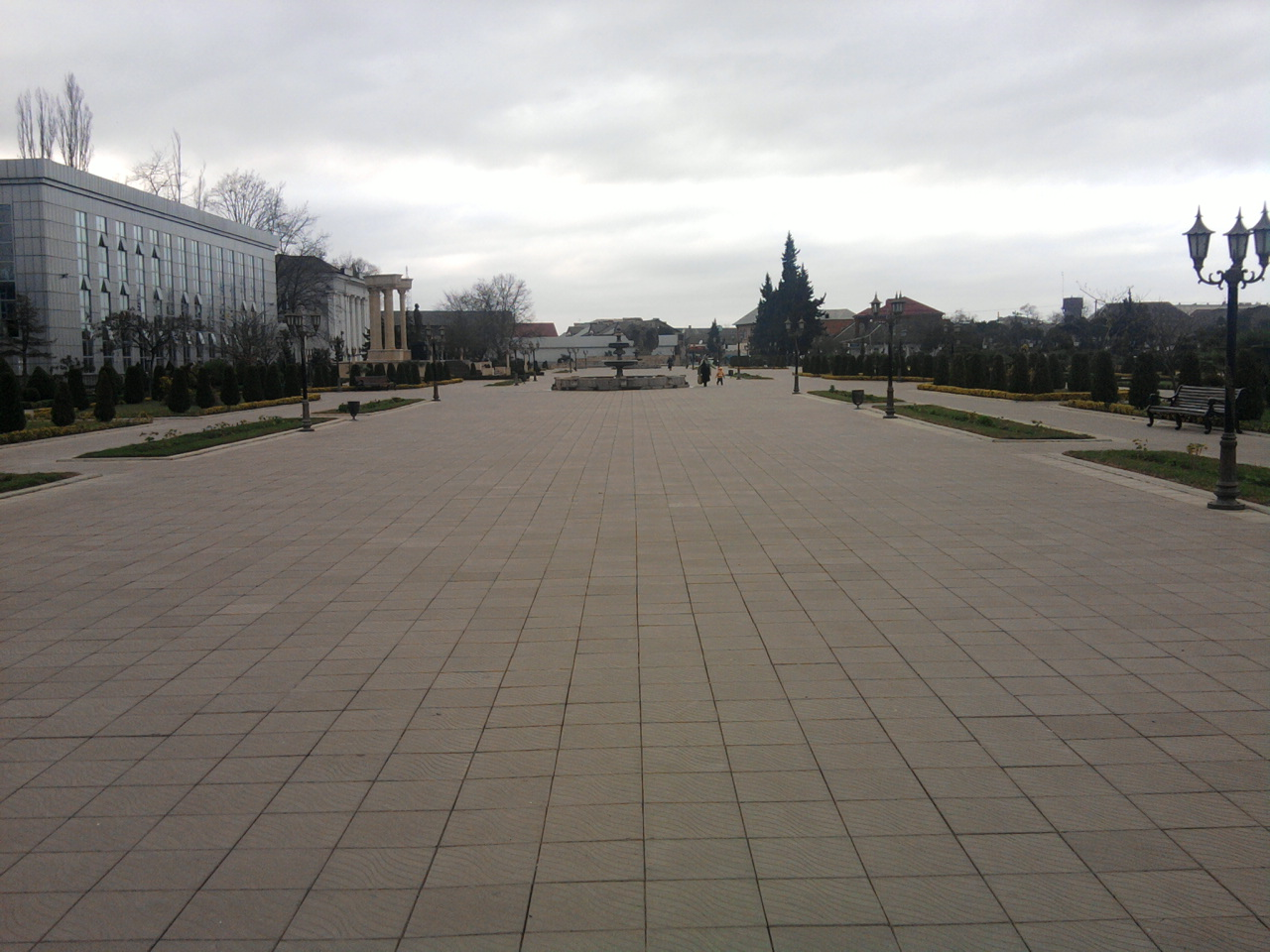
Парк
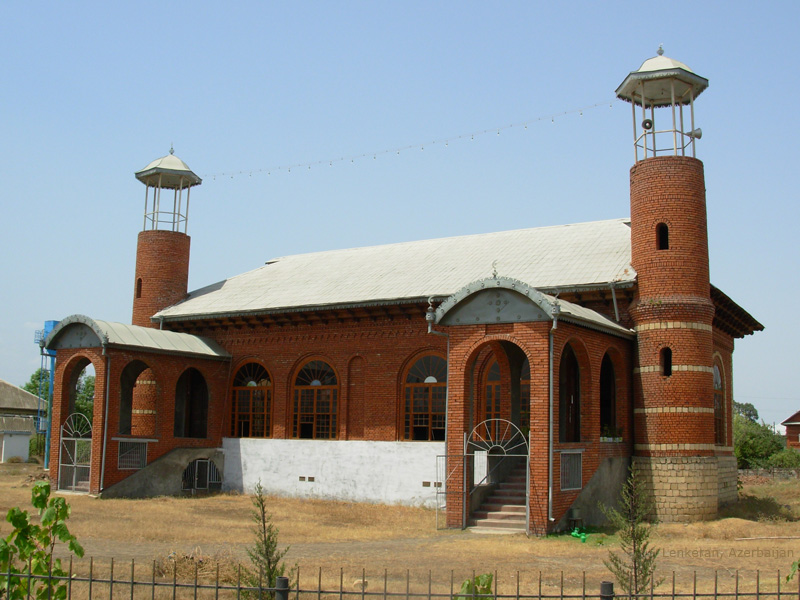
Мечеть
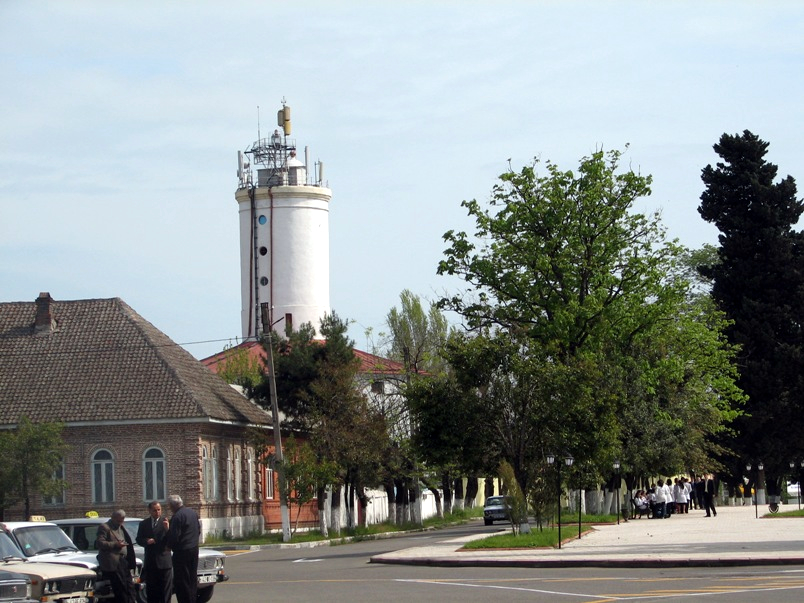
Ленкоранский маяк
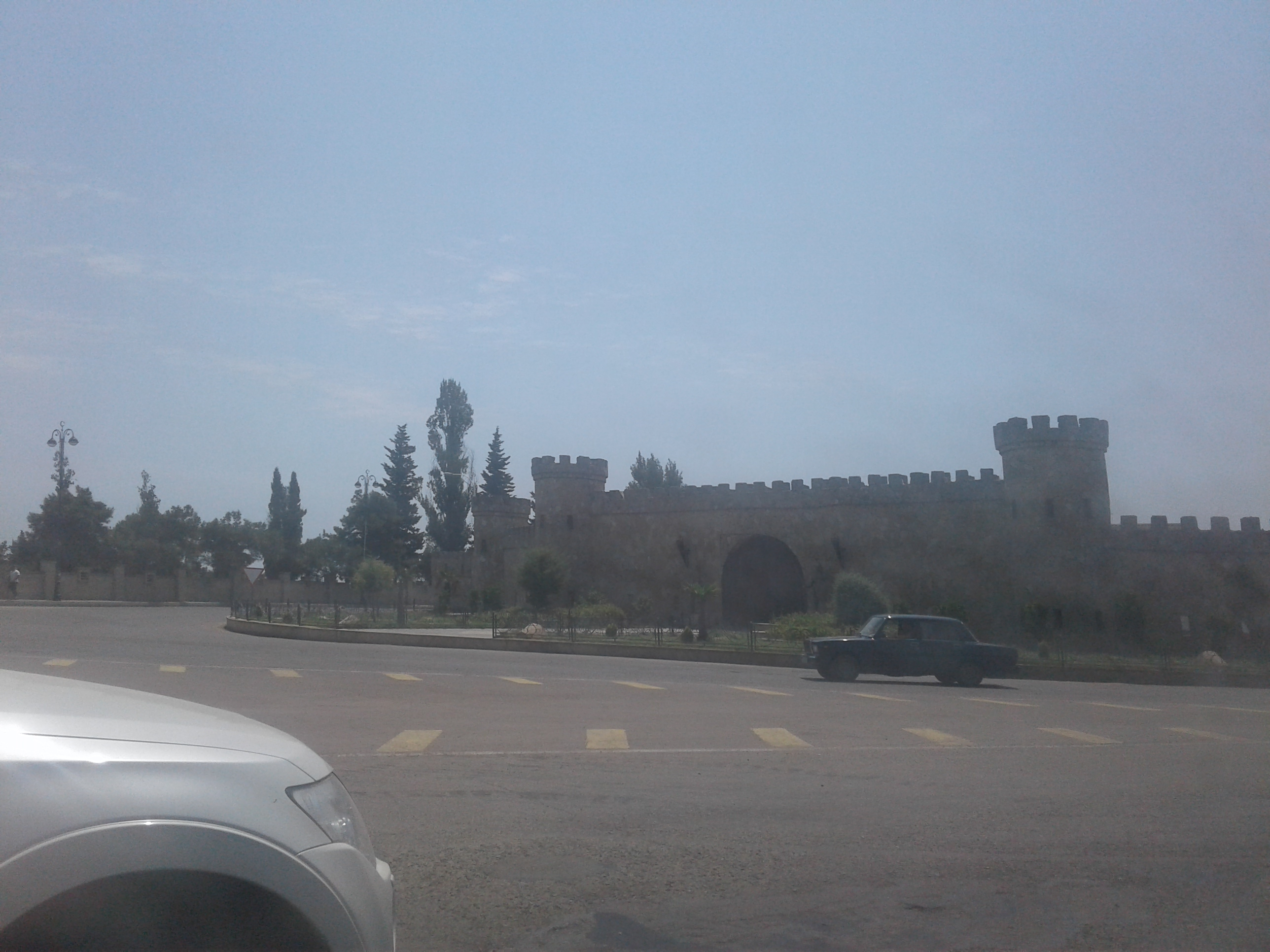
Ленкоранская крепость на въезде в город
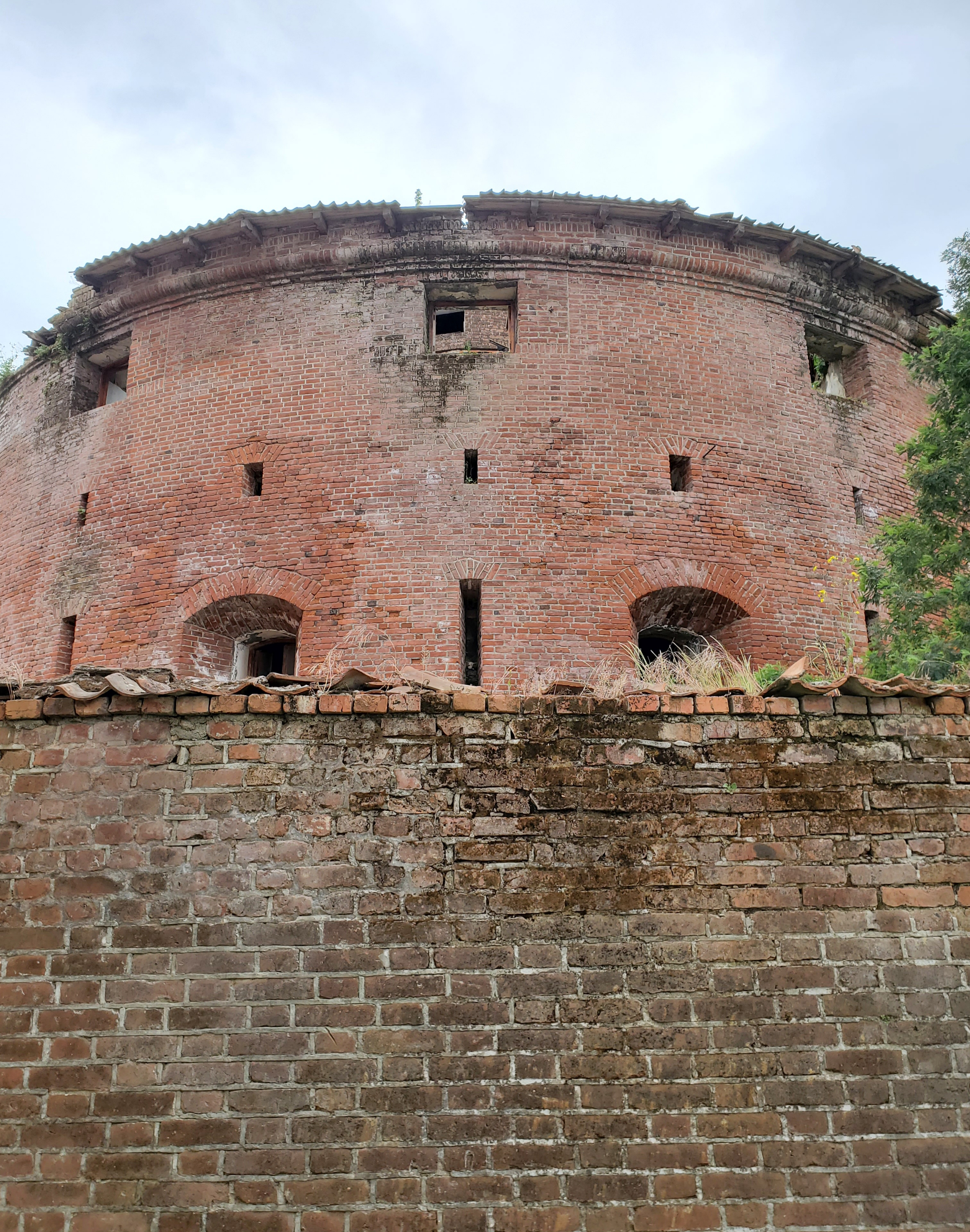
Крепость Зиндан
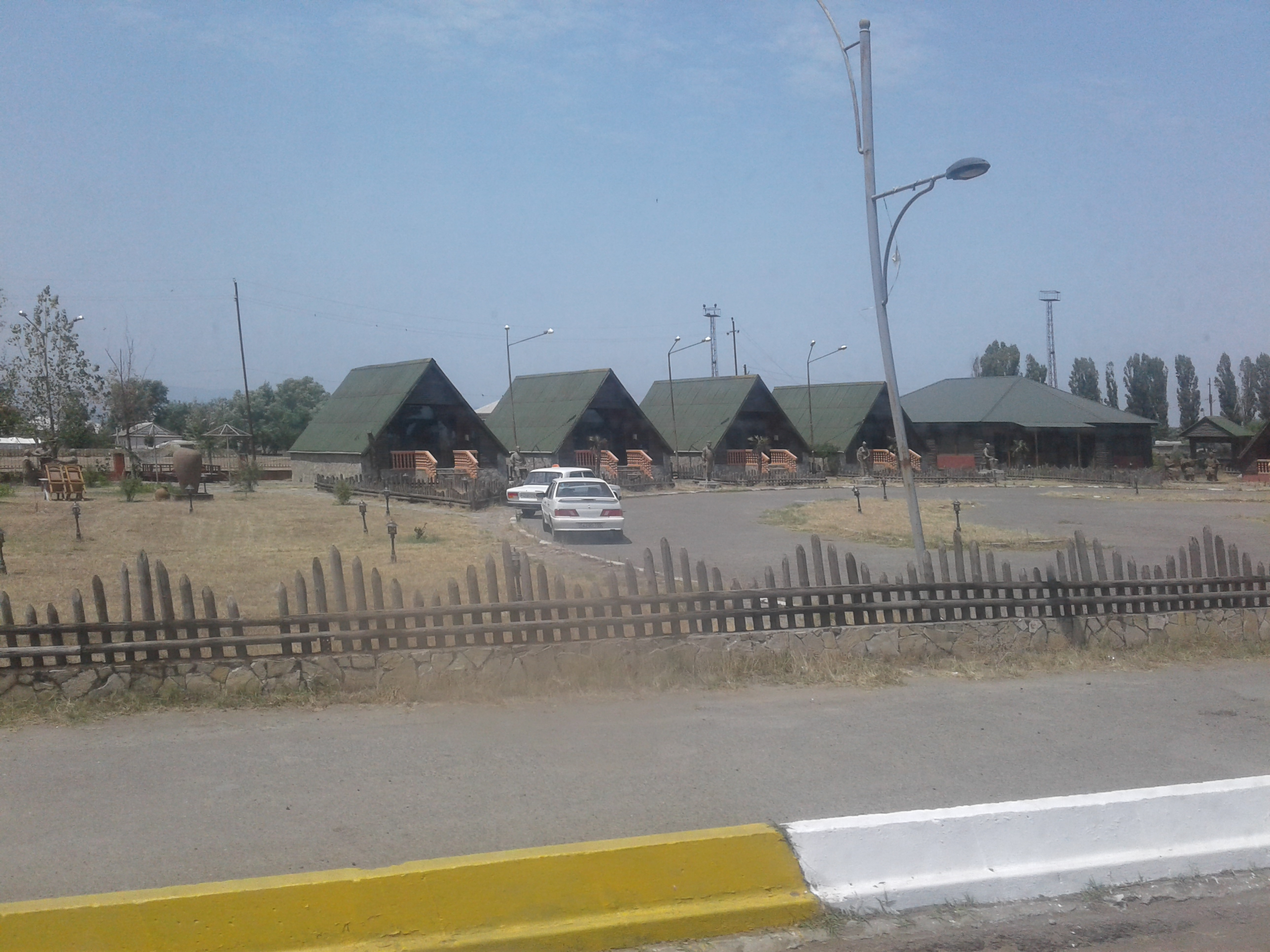
Парк «Самовар»

### Энциклопедии
- Ленкорань // Энциклопедический словарь Брокгауза и Ефрона : в 86 т. (82 т. и 4 доп.). — СПб., 1890—1907.
- ЛЕНКОРА́НЬ : [арх. 3 января 2023] / Т. Т. Мустафазаде // Большая российская энциклопедия [Электронный ресурс]. — 2006.
- Länkäran (англ.). Encyclopædia Britannica. Дата обращения: 27 мая 2023.
- Lankaran (англ.). The Columbia Electronic Encyclopedia. Columbia University Press (2000).

### Публикации
- John Clifton, Calvin Tiessen, Gabriela Deckinga, Laura Lucht. Sociolinguistic situation of the Talysh in Azerbaijan. — 2005. Архивировано 14 марта 2023 года.
- Kotecha, Hema. Islamic and Ethnic Identities in Azerbaijan: Emerging Trends and Tensions :  [англ.]. — Организация по безопасности и сотрудничеству в Европе, 2006.
- Williams, Victoria R. Talysh // Indigenous Peoples: An Encyclopedia of Culture, History, and Threats to Survival [4 Volumes]. — Santa Barbara, California: ABC-CLIO, 2020. — 1 248 p. — ISBN 9781440861185, 1440861188.
- Введение в историю и культуру талышского народа  / под ред. Г. С. Асатряна. — Ереван: Кавказский центр иранистики, 2011. — № 1. — ISBN 9789993069690.
- Погосян, Гагик Гайкович. Некоторые документы по истории окончательного присоединения Талышинского ханства к Российской империи // Регион и мир. — 2011. — № 1.